# Lentillac-Saint-Blaise
Lentillac-Saint-Blaise is een gemeente in het Franse departement Lot (regio Occitanie) en telt 137 inwoners (1999). De plaats maakt deel uit van het arrondissement Figeac.

## Geografie
De oppervlakte van Lentillac-Saint-Blaise bedraagt 5,8 km², de bevolkingsdichtheid is 23,6 inwoners per km².
De onderstaande kaart toont de ligging van Lentillac-Saint-Blaise met de belangrijkste infrastructuur en aangrenzende gemeenten.

## Demografie
Onderstaande figuur toont het verloop van het inwonertal (bron: INSEE-tellingen).